# Estadio Hugo Stroessner
El Estadio Hugo Stroessner es un estadio de fútbol de Paraguay que se encuentra ubicado en la ciudad de Encarnación. En este escenario, que cuenta con capacidad para 4.000 personas, hace las veces de anfitrión el equipo de fútbol del Club Universal.